# Arrondissement de Rieti
Pour les articles homonymes, voir Rieti (homonymie).
L'arrondissement de Rieti est une ancienne subdivision administrative française du département de Rome créée le 15 février 1809 dans le cadre de la nouvelle organisation administrative mise en place par Napoléon Ier en Italie et supprimée le 11 avril 1814, après la chute de l'Empire.

## Composition
L'arrondissement de Rieti comprenait les cantons de Casperia, Contigliano, Labbro, Magliano Sabina, Narni, Orvinio, Poggio Bustone et Rieti.